# Lekker (tijdschrift)
Lekker is een Nederlands culinair tijdschrift. Het wordt sinds 1977 jaarlijks uitgegeven. In 2013 werd Lekker door Pijper Media overgenomen van Sanoma. In 2005 nam Sanoma het blad over van Multi Magazines.

## Beoordeling
De gids bevat beoordelingen van 500 Nederlandse restaurants door middel van een recensie. Een deel van deze eetgelegenheden is gerangschikt in een top-100.
Daarnaast staan in iedere jaarlijkse uitgave onder andere recepten, reportages en interviews. Het tijdschrift gaat over de Nederlandse gastronomie. In het blad zijn dan ook vaak prominente Nederlandse chef-koks, sommeliers en gastheren en -vrouwen terug te vinden.
| Positie | Restaurant         | Plaats      | t.o.v. '24 |
| ------- | ------------------ | ----------- | ---------- |
| 1       | Brut172            | Reijmerstok | +1         |
| 2       | De Librije         | Zwolle      | -1         |
| 3       | De Groene Lantaarn | Staphorst   | +8         |
| 4       | Tribeca            | Heeze       | -1         |
| 5       | Spectrum           | Amsterdam   | -1         |
| 6       | De Nieuwe Winkel   | Nijmegen    | -          |
| 7       | 212                | Amsterdam   | -2         |
| 8       | Flore              | Amsterdam   | -2         |
| 9       | Fred               | Rotterdam   | -          |
| 10      | De Leuf            | Ubachsberg  | +7         |

## Eerste plaats
Op eerste plek in de top-100 stonden sinds 2004 afwisselend vier restaurants, waaronder De Librije. Daarnaast stond  Inter Scaldes regelmatig op de eerste plaats, maar na het afzwaaien van de chef-kok in 2023 stond het niet langer in de top-100 van 2024. De inmiddels gesloten eetgelegenheden Oud Sluis en Beluga stonden sinds 2004 ook afwisselend op de eerste plaats van de top-100.

## Trivia
- Vlak voor de editie van 2020 naar de drukker ging sloot restaurant De Leest de deuren. De eetgelegenheid stond al ruim een decennium in de top-100 van Lekker. Het tijdschrift liet daarom plaats 4 in de top-100 van 2020 als eerbetoon leeg.[5]
- In de editie van 2021 werd vanwege de horecasluiting door de coronapandemie geen top-10 opgenomen.[6]